# Lee Young-moo
Lee Young-moo ((이영무?, 李榮武?); Goyang, 26 luglio 1953) è un allenatore di calcio ed ex calciatore sudcoreano, di ruolo centrocampista, tecnico del Goyang Hi.

## Statistiche

### Cronologia presenze e reti in Nazionale
| Cronologia completa delle presenze e delle reti in nazionale ― Corea del Sud | Cronologia completa delle presenze e delle reti in nazionale ― Corea del Sud | Cronologia completa delle presenze e delle reti in nazionale ― Corea del Sud | Cronologia completa delle presenze e delle reti in nazionale ― Corea del Sud | Cronologia completa delle presenze e delle reti in nazionale ― Corea del Sud | Cronologia completa delle presenze e delle reti in nazionale ― Corea del Sud | Cronologia completa delle presenze e delle reti in nazionale ― Corea del Sud | Cronologia completa delle presenze e delle reti in nazionale ― Corea del Sud |
| Data                                                                         | Città                                                                        | In casa                                                                      | Risultato                                                                    | Ospiti                                                                       | Competizione                                                                 | Reti                                                                         | Note                                                                         |
| ---------------------------------------------------------------------------- | ---------------------------------------------------------------------------- | ---------------------------------------------------------------------------- | ---------------------------------------------------------------------------- | ---------------------------------------------------------------------------- | ---------------------------------------------------------------------------- | ---------------------------------------------------------------------------- | ---------------------------------------------------------------------------- |
| 16-5-1975                                                                    | Seul                                                                         | Corea del Sud                                                                | 1 – 0                                                                        | Libano                                                                       | 1975 President's Cup                                                         | -                                                                            |                                                                              |
| 22-5-1975                                                                    | Seul                                                                         | Corea del Sud                                                                | 1 – 0                                                                        | Birmania                                                                     | 1975 President's Cup                                                         | -                                                                            | 45’                                                                          |
| 12-6-1975                                                                    | Giacarta                                                                     | Birmania                                                                     | 0 – 2                                                                        | Corea del Sud                                                                | Jakarta Anniversary Tournament                                               | -                                                                            |                                                                              |
| 16-6-1975                                                                    | Giacarta                                                                     | Malaysia                                                                     | 1 – 1 dts (4-3 dtr)                                                          | Corea del Sud                                                                | Jakarta Anniversary Tournament                                               | 1                                                                            |                                                                              |
| 18-6-1975                                                                    | Giacarta                                                                     | Indonesia                                                                    | 3 – 2                                                                        | Corea del Sud                                                                | Jakarta Anniversary Tournament                                               | -                                                                            |                                                                              |
| 29-7-1975                                                                    | Kuala Lumpur                                                                 | Malaysia                                                                     | 1 – 3                                                                        | Corea del Sud                                                                | Pestabola Merdeka 1975                                                       | -                                                                            |                                                                              |
| 1-8-1975                                                                     | Kuala Lumpur                                                                 | Corea del Sud                                                                | 1 – 0                                                                        | Hong Kong                                                                    | Pestabola Merdeka 1975                                                       | -                                                                            | 67’                                                                          |
| 3-8-1975                                                                     | Kuala Lumpur                                                                 | Corea del Sud                                                                | 3 – 2                                                                        | Birmania                                                                     | Pestabola Merdeka 1975                                                       | -                                                                            |                                                                              |
| 7-8-1975                                                                     | Kuala Lumpur                                                                 | Corea del Sud                                                                | 6 – 0                                                                        | Thailandia                                                                   | Pestabola Merdeka 1975                                                       | 1                                                                            |                                                                              |
| 9-8-1975                                                                     | Kuala Lumpur                                                                 | Corea del Sud                                                                | 3 – 1                                                                        | Giappone                                                                     | Pestabola Merdeka 1975                                                       | -                                                                            |                                                                              |
| 11-8-1975                                                                    | Kuala Lumpur                                                                 | Corea del Sud                                                                | 5 – 1                                                                        | Indonesia                                                                    | Pestabola Merdeka 1975                                                       | -                                                                            |                                                                              |
| 15-8-1975                                                                    | Kuala Lumpur                                                                 | Corea del Sud                                                                | 4 – 0                                                                        | Bangladesh                                                                   | Pestabola Merdeka 1975                                                       | -                                                                            | 67’                                                                          |
| 17-8-1975                                                                    | Kuala Lumpur                                                                 | Malaysia                                                                     | 0 – 1                                                                        | Corea del Sud                                                                | Pestabola Merdeka 1975                                                       | 1                                                                            |                                                                              |
| 8-9-1975                                                                     | Seul                                                                         | Corea del Sud                                                                | 3 – 0                                                                        | Giappone                                                                     | Korea-Japan Annual Match                                                     | 1                                                                            | 72’                                                                          |
| 21-12-1975                                                                   | Bangkok                                                                      | Corea del Sud                                                                | 3 – 1                                                                        | Birmania                                                                     | King's Cup 1975                                                              | -                                                                            |                                                                              |
| 23-12-1975                                                                   | Bangkok                                                                      | Thailandia                                                                   | 2 – 1                                                                        | Corea del Sud                                                                | King's Cup 1975                                                              | -                                                                            |                                                                              |
| 27-12-1975                                                                   | Bangkok                                                                      | Corea del Sud                                                                | 2 – 0                                                                        | Indonesia                                                                    | King's Cup 1975                                                              | 1                                                                            |                                                                              |
| 30-12-1975                                                                   | Bangkok                                                                      | Corea del Sud                                                                | 5 – 0                                                                        | Singapore                                                                    | King's Cup 1975                                                              | 3                                                                            |                                                                              |
| 4-1-1976                                                                     | Bangkok                                                                      | Corea del Sud                                                                | 1 – 0                                                                        | Birmania                                                                     | King's Cup 1975                                                              | -                                                                            |                                                                              |
| 7-8-1976                                                                     | Kuala Lumpur                                                                 | Malaysia                                                                     | 2 – 1                                                                        | Corea del Sud                                                                | Pestabola Merdeka 1976                                                       | -                                                                            |                                                                              |
| 15-8-1976                                                                    | Kuala Lumpur                                                                 | Corea del Sud                                                                | 2 – 0                                                                        | Birmania                                                                     | Pestabola Merdeka 1976                                                       | -                                                                            |                                                                              |
| 18-8-1976                                                                    | Kuala Lumpur                                                                 | Corea del Sud                                                                | 0 – 0                                                                        | Giappone                                                                     | Pestabola Merdeka 1976                                                       | -                                                                            |                                                                              |
| 20-8-1976                                                                    | Kuala Lumpur                                                                 | Corea del Sud                                                                | 2 – 1                                                                        | Thailandia                                                                   | Pestabola Merdeka 1976                                                       | -                                                                            |                                                                              |
| 11-9-1976                                                                    | Seul                                                                         | Corea del Sud                                                                | 4 – 4                                                                        | Malaysia                                                                     | 1976 President's Cup                                                         | -                                                                            |                                                                              |
| 13-9-1976                                                                    | Seul                                                                         | Corea del Sud                                                                | 4 – 0                                                                        | India                                                                        | 1976 President's Cup                                                         | 2                                                                            |                                                                              |
| 17-9-1976                                                                    | Seul                                                                         | Corea del Sud                                                                | 7 – 0                                                                        | Singapore                                                                    | 1976 President's Cup                                                         | 1                                                                            |                                                                              |
| 23-9-1976                                                                    | Seul                                                                         | Corea del Sud                                                                | 2 – 0                                                                        | Nuova Zelanda                                                                | 1976 President's Cup                                                         | -                                                                            |                                                                              |
| 4-12-1976                                                                    | Tokyo                                                                        | Giappone                                                                     | 1 – 2                                                                        | Corea del Sud                                                                | Korea-Japan Annual Match                                                     | -                                                                            | 26’                                                                          |
| 17-12-1976                                                                   | Bangkok                                                                      | Corea del Sud                                                                | 4 – 0                                                                        | Singapore                                                                    | King's Cup 1976                                                              | 1                                                                            |                                                                              |
| 22-12-1976                                                                   | Bangkok                                                                      | Malaysia                                                                     | 1 – 1 dts (3-2 dtr)                                                          | Corea del Sud                                                                | King's Cup 1976                                                              | -                                                                            | 46’                                                                          |
| 14-2-1977                                                                    | Singapore                                                                    | Singapore                                                                    | 0 – 4                                                                        | Corea del Sud                                                                | Amichevole                                                                   | 1                                                                            | 46’                                                                          |
| 20-2-1977                                                                    | Manama                                                                       | Bahrein                                                                      | 1 – 1                                                                        | Corea del Sud                                                                | Amichevole                                                                   | -                                                                            |                                                                              |
| 27-2-1977                                                                    | Tel-Aviv                                                                     | Israele                                                                      | 0 – 0                                                                        | Corea del Sud                                                                | Qual. Mondiali 1978                                                          | -                                                                            |                                                                              |
| 20-3-1977                                                                    | Seul                                                                         | Corea del Sud                                                                | 3 – 1                                                                        | Israele                                                                      | Qual. Mondiali 1978                                                          | -                                                                            |                                                                              |
| 26-3-1977                                                                    | Tokyo                                                                        | Giappone                                                                     | 0 – 0                                                                        | Corea del Sud                                                                | Qual. Mondiali 1978                                                          | -                                                                            | 70’                                                                          |
| 26-6-1977                                                                    | Hong Kong                                                                    | Hong Kong                                                                    | 0 – 1                                                                        | Corea del Sud                                                                | Qual. Mondiali 1978                                                          | -                                                                            | 46’                                                                          |
| 23-10-1977                                                                   | Seul                                                                         | Corea del Sud                                                                | 1 – 0                                                                        | Australia                                                                    | Qual. Mondiali 1978                                                          | -                                                                            | 80’                                                                          |
| 5-11-1977                                                                    | Madinat al-Kuwait                                                            | Kuwait                                                                       | 2 – 2                                                                        | Corea del Sud                                                                | Qual. Mondiali 1978                                                          | -                                                                            | 30’                                                                          |
| 11-11-1977                                                                   | Teheran                                                                      | Iran                                                                         | 2 – 2                                                                        | Corea del Sud                                                                | Qual. Mondiali 1978                                                          | 2                                                                            |                                                                              |
| 12-7-1978                                                                    | Kuala Lumpur                                                                 | Malaysia                                                                     | 1 – 3                                                                        | Corea del Sud                                                                | Pestabola Merdeka 1978                                                       | 1                                                                            |                                                                              |
| 14-7-1978                                                                    | Kuala Lumpur                                                                 | Corea del Sud                                                                | 3 – 0                                                                        | Thailandia                                                                   | Pestabola Merdeka 1978                                                       | 1                                                                            |                                                                              |
| 16-7-1978                                                                    | Kuala Lumpur                                                                 | Corea del Sud                                                                | 2 – 0                                                                        | Singapore                                                                    | Pestabola Merdeka 1978                                                       | -                                                                            |                                                                              |
| 19-7-1978                                                                    | Kuala Lumpur                                                                 | Corea del Sud                                                                | 4 – 0                                                                        | Giappone                                                                     | Pestabola Merdeka 1978                                                       | -                                                                            |                                                                              |
| 22-7-1978                                                                    | Kuala Lumpur                                                                 | Corea del Sud                                                                | 2 – 0                                                                        | Iraq                                                                         | Pestabola Merdeka 1978                                                       | -                                                                            |                                                                              |
| 29-7-1978                                                                    | Kuala Lumpur                                                                 | Corea del Sud                                                                | 2 – 0                                                                        | Iraq                                                                         | Pestabola Merdeka 1978                                                       | 1                                                                            |                                                                              |
| 11-9-1978                                                                    | Pusan                                                                        | Corea del Sud                                                                | 2 – 2                                                                        | Malaysia                                                                     | 1978 President's Cup                                                         | -                                                                            |                                                                              |
| 13-9-1978                                                                    | Taegu                                                                        | Corea del Sud                                                                | 3 – 1                                                                        | Bahrein                                                                      | 1978 President's Cup                                                         | 1                                                                            |                                                                              |
| 11-12-1978                                                                   | Bangkok                                                                      | Bahrein                                                                      | 1 – 5                                                                        | Corea del Sud                                                                | Giochi asiatici 1978                                                         | -                                                                            |                                                                              |
| 13-12-1978                                                                   | Bangkok                                                                      | Corea del Sud                                                                | 2 – 0                                                                        | Kuwait                                                                       | Giochi asiatici 1978                                                         | -                                                                            |                                                                              |
| 15-12-1978                                                                   | Bangkok                                                                      | Giappone                                                                     | 1 – 3                                                                        | Corea del Sud                                                                | Giochi asiatici 1978                                                         | 1                                                                            |                                                                              |
| 17-12-1978                                                                   | Bangkok                                                                      | Cina                                                                         | 0 – 1                                                                        | Corea del Sud                                                                | Giochi asiatici 1978                                                         | -                                                                            |                                                                              |
| 18-12-1978                                                                   | Bangkok                                                                      | Corea del Sud                                                                | 1 – 0                                                                        | Malaysia                                                                     | Giochi asiatici 1978                                                         | -                                                                            |                                                                              |
| 20-12-1978                                                                   | Bangkok                                                                      | Corea del Nord                                                               | 0 – 0                                                                        | Corea del Sud                                                                | Giochi asiatici 1978                                                         | -                                                                            |                                                                              |
| 25-12-1978                                                                   | Manila                                                                       | Corea del Sud                                                                | 4 – 1                                                                        | Macao                                                                        | Qual. Coppa d'Asia 1980                                                      | 3                                                                            |                                                                              |
| 27-12-1978                                                                   | Manila                                                                       | Filippine                                                                    | 0 – 5                                                                        | Corea del Sud                                                                | Qual. Coppa d'Asia 1980                                                      | -                                                                            |                                                                              |
| 29-12-1978                                                                   | Manila                                                                       | Corea del Sud                                                                | 1 – 0                                                                        | Cina                                                                         | Qual. Coppa d'Asia 1980                                                      | -                                                                            |                                                                              |
| 4-3-1979                                                                     | Tokyo                                                                        | Giappone                                                                     | 2 – 1                                                                        | Corea del Sud                                                                | Korea-Japan Annual Match                                                     | -                                                                            |                                                                              |
| 16-6-1979                                                                    | Seul                                                                         | Corea del Sud                                                                | 4 – 1                                                                        | Giappone                                                                     | Korea-Japan Annual Match                                                     | -                                                                            |                                                                              |
| 12-9-1979                                                                    | Taegu                                                                        | Corea del Sud                                                                | 6 – 0                                                                        | Sri Lanka                                                                    | 1979 President's Cup                                                         | 1                                                                            |                                                                              |
| 14-9-1979                                                                    | Cheongju                                                                     | Corea del Sud                                                                | 5 – 1                                                                        | Bahrein                                                                      | 1979 President's Cup                                                         | 2                                                                            |                                                                              |
| 16-9-1979                                                                    | Incheon                                                                      | Corea del Sud                                                                | 9 – 0                                                                        | Bangladesh                                                                   | 1979 President's Cup                                                         | -                                                                            |                                                                              |
| 30-1-1980                                                                    | Riyad                                                                        | Arabia Saudita                                                               | 1 – 3                                                                        | Corea del Sud                                                                | Amichevole                                                                   | -                                                                            |                                                                              |
| 23-8-1980                                                                    | Seul                                                                         | Corea del Sud                                                                | 2 – 0                                                                        | Malaysia                                                                     | 1980 President's Cup                                                         | -                                                                            |                                                                              |
| 25-8-1980                                                                    | Chuncheon                                                                    | Corea del Sud                                                                | 3 – 0                                                                        | Indonesia                                                                    | 1980 President's Cup                                                         | -                                                                            |                                                                              |
| 29-8-1980                                                                    | Gwangju                                                                      | Corea del Sud                                                                | 5 – 0                                                                        | Bahrein                                                                      | 1980 President's Cup                                                         | -                                                                            |                                                                              |
| 2-9-1980                                                                     | Seul                                                                         | Corea del Sud                                                                | 2 – 0                                                                        | Indonesia                                                                    | 1980 President's Cup                                                         | -                                                                            |                                                                              |
| 16-9-1980                                                                    | Madinat al-Kuwait                                                            | Corea del Sud                                                                | 1 – 1                                                                        | Malaysia                                                                     | Coppa d'Asia 1980 - 1º turno                                                 | -                                                                            |                                                                              |
| 19-9-1980                                                                    | Madinat al-Kuwait                                                            | Qatar                                                                        | 0 – 2                                                                        | Corea del Sud                                                                | Coppa d'Asia 1980 - 1º turno                                                 | -                                                                            |                                                                              |
| 21-9-1980                                                                    | Madinat al-Kuwait                                                            | Kuwait                                                                       | 0 – 3                                                                        | Corea del Sud                                                                | Coppa d'Asia 1980 - 1º turno                                                 | -                                                                            |                                                                              |
| 24-9-1980                                                                    | Madinat al-Kuwait                                                            | Corea del Sud                                                                | 4 – 1                                                                        | Emirati Arabi Uniti                                                          | Coppa d'Asia 1980 - 1º turno                                                 | -                                                                            |                                                                              |
| 28-9-1980                                                                    | Madinat al-Kuwait                                                            | Corea del Sud                                                                | 2 – 1                                                                        | Corea del Nord                                                               | Coppa d'Asia 1980 - Semifinali                                               | -                                                                            |                                                                              |
| 30-9-1980                                                                    | Madinat al-Kuwait                                                            | Kuwait                                                                       | 3 – 0                                                                        | Corea del Sud                                                                | Coppa d'Asia 1980 - Finali                                                   | -                                                                            |                                                                              |
| 21-4-1981                                                                    | Madinat al-Kuwait                                                            | Corea del Sud                                                                | 2 – 1                                                                        | Malaysia                                                                     | Qual. Mondiali 1982                                                          | -                                                                            | 20’                                                                          |
| 17-6-1981                                                                    | Incheon                                                                      | Corea del Sud                                                                | 2 – 0                                                                        | Malaysia                                                                     | 1981 President's Cup                                                         | -                                                                            |                                                                              |
| 21-6-1981                                                                    | Incheon                                                                      | Corea del Sud                                                                | 2 – 0                                                                        | Giappone                                                                     | 1981 President's Cup                                                         | -                                                                            |                                                                              |
| Totale                                                                       |                                                                              | Presenze                                                                     | 75                                                                           |                                                                              | Reti                                                                         | 26                                                                           |                                                                              |